# Johann Georg Grether

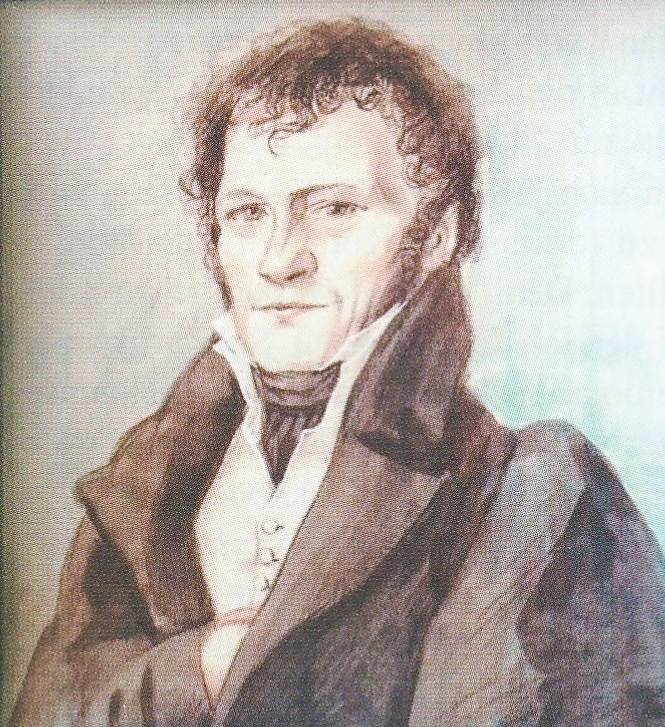
Johann Georg Grether

Johann Georg Grether (* 6. Oktober 1777 in Tegernau; † 10. Februar 1846 in Lörrach) war von 1814 bis 1820 sowie von 1832 bis 1835 Oberbürgermeister von Lörrach, Abgeordneter der badischen Ständeversammlung und Landwirt.

## Leben
1814 wurde Grether zum Bürgermeister von Lörrach gewählt. 1817 leitete er den Bau der evangelischen Stadtkirche Lörrach. Im folgenden Jahr, am 27. Oktober 1818, verlieh ihm der Großherzog den Titel Oberbürgermeister.
Am 28. Mai 1832 fand in den Ruinen der Burg Rötteln eine Versammlung liberaler Bürger statt, die ihre Solidarität mit den Teilnehmern des gleichzeitig stattfindenden Hambacher Festes ausdrückten. Grether trat dabei als Redner auf.
Im September 1832 wurde Grether erneut zum Bürgermeister von Lörrach gewählt und übte das Amt bis 1834 aus. 1834 wirkte Grether bei der Gründung der Lörracher Sparkasse mit.
Bei der ersten Wahl zur 2. Kammer der badischen Ständeversammlung wurde Grether im Wahlbezirk des Amtes Lörrach (A9) am 9. Februar 1819 durch die Wahlmänner des Amtsbezirks zum Abgeordneten gewählt. Grethers Amtszeit als Abgeordneter dauerte bis 31. Januar 1823. Bei der nächsten Wahl am 20. Januar 1825 wurde der Vogt von Binzen, Karl Christoph Sulzer, als Nachfolger gewählt.
Im Januar 1831 wurde Grether erneut zum Mitglied der 2. Kammer des Badischen Landtages gewählt.
Nach der Auflösung der Ständeversammlung durch Großherzog Leopold am 19. Februar 1842 wurde zunächst der Fabrikant Schulz gewählt, der aber die Wahl ablehnte. Daraufhin wurde Grether in einer Nachwahl am 21. Mai durch die Wahlmänner des Amtsbezirks zum Deputierten gewählt. Grether blieb formal dessen Mitglied bis zur erneuten Auflösung der Kammer durch den Großherzog am 9. Februar 1846. An den 15 Sitzungen des Jahres 1846 nahm Grether jedoch nicht mehr teil, er wurde krankheitshalber beurlaubt und von seinem Freund Ernst Friedrich Gottschalk nach Lörrach gebracht, wo er kurz darauf verstarb. Grether gehörte zum Lager der freisinnigen Opposition und stimmte beispielsweise in der Landtagssitzung vom 21. Juni 1844 mit Itzstein, Welcker und Hecker für die Abschaffung der Todesstrafe. Im Landtag wirkte Grether auch in der Kommission für den Eisenbahnbau.
Sein Nachfolger wurde 1846 Johann Michael Scheffelt.

## Familie
Grether stammt aus einer alten, angesehenen und weit verzweigten Familie des Markgräflerlandes. Nachfolgend ein unvollständiger Auszug aus der Stammliste:
- Johann Georg Grether ⚭ 1802 Maria Katharina Flury
  - Carl Wilhelm (1803–1890) ⚭ 1828 Maria Elisabeth Gottschalk (Schwester des Landtagsabgeordneten Ernst Friedrich Gottschalk)
  - Katharina Rebekka (* 1805) ⚭ Friedrich Däublin
  - Anna Maria ⚭ Dietrich Däublin
  - Johann Jakob (* 1810) ⚭ Maria Rosina Dietschy (Tochter des Stadtammanns von Rheinfelden Franz Joseph Dietschy)
    - Johann Josef Grether (Bürgermeister von Lörrach) ⚭ Wilhelmine Vortisch

  - Johann Georg (* 1814)

Auch Grethers älterer Bruder, Johann Jakob, war Bürgermeister von Lörrach (1807–1810).

## Gedenken

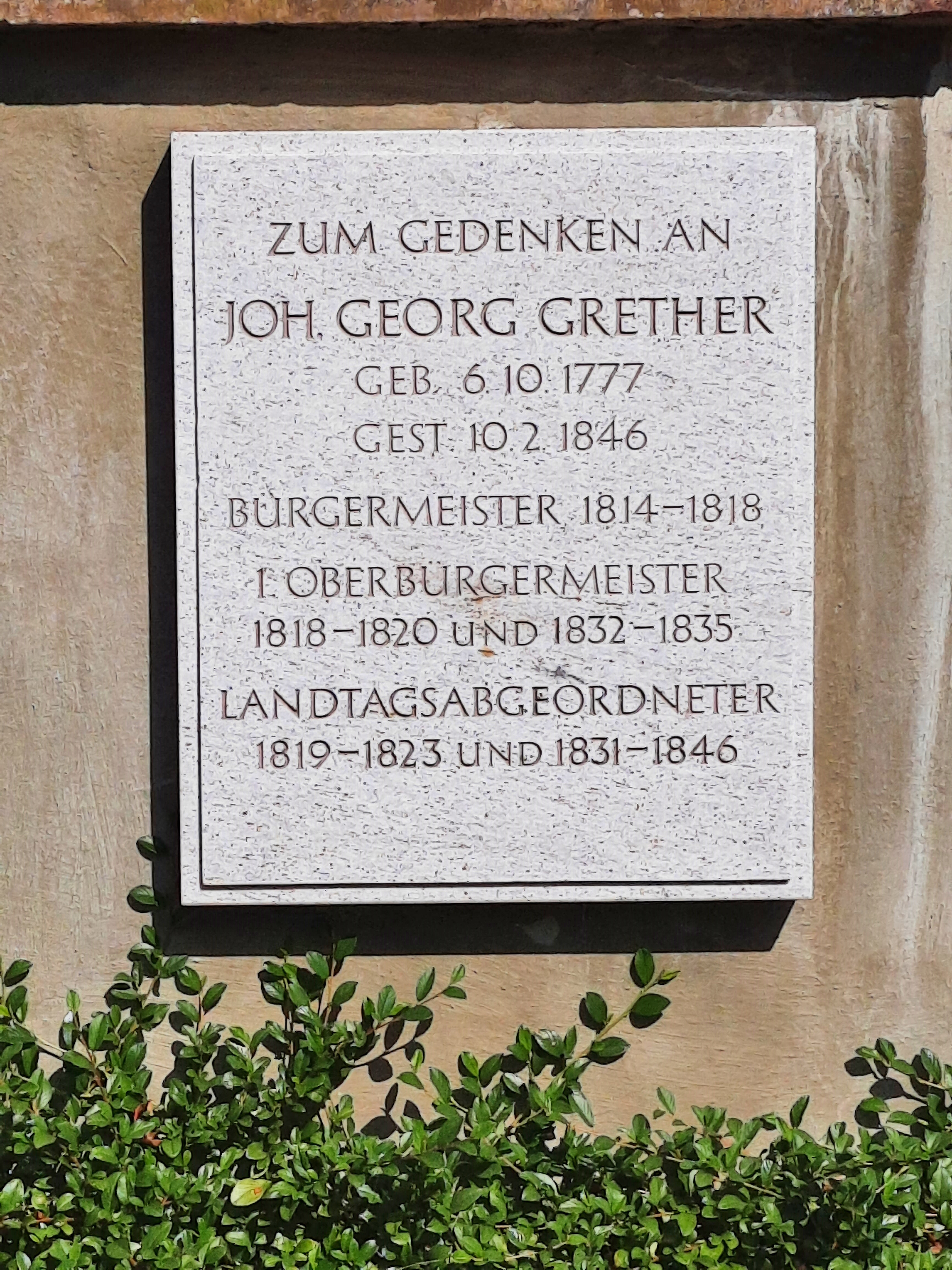
Gedenktafel für Johann Georg Grether an der Trennmauer zwischen dem Lörracher Hauptfriedhof und dem neuen jüdischen Friedhof.

1905 beschloss der Lörracher Gemeinderat „zum bleibenden Gedächtnis der Verdienste des Bürgermeisters Grether und dessen Vorfahren (d.h. des Großvaters und Vaters) um die Entwicklung der Stadt,…“ eine Straße im Norden der Stadt Gretherstraße zu benennen.